# Silvestre Vélez de Escalante
Silvestre Vélez de Escalante (ur. 1750 w Hiszpanii, zm. w 1780 w dzisiejszym Nowym Meksyku) – franciszkański misjonarz i badacz południowo-zachodnich obszarów dzisiejszych Stanów Zjednoczonych. Władze zakonne wysłały go w roku 1769 do prowincji Sonora w Meksyku, a następnie do Nowego Meksyku w celu nawracania Indian Zuni. Pozostawił po sobie dziennik podróży, w którym opisał swoje losy, w tym także zakończoną niepowodzeniem ekspedycję z roku 1776 do Kalifornii.

## Pierwsza wyprawa
W roku 1775 władze Nowej Hiszpanii zaczęły poszukiwać drogi lądowej w kierunku wybrzeża Pacyfiku, celem założenia misji pomiędzy San Diego i Monterey w Kalifornii, bowiem istniały uzasadnione obawy, że mogą się tam wcześniej pojawić Brytyjczycy lub Rosjanie.
W lutym 1755 roku Escalante, który był uważany za eksperta w sprawach indiańskich, a przez Zunich wręcz uwielbiany, otrzymał polecenie znalezienia drogi lądowej z Sonory do San Diego. 22 czerwca, wraz z naczelnikiem puebla Zunich Cisnerosem i 20 ochrzczonymi Indianami, wyruszył na zachód, przekroczył ziemie plemienia Hopi i dotarł do Wielkiego Kanionu Kolorado. Mimo dwóch tygodni poszukiwań nie udało im się znaleźć przejścia na drugą stronę kanionu i ekspedycja zawróciła na wschód. Nieco później Escalante dostarczył gubernatorowi Mendinuecie sprawozdanie i mapę ilustrującą wysiłki podróżników. Sprawozdanie stało się zaczynem do wysłania kolejnej ekspedycji, tym razem z Santa Fe. I tym razem na czele miał stanąć Escalante.

## Ekspedycja roku 1776
Przyczyną jej wysłania były wcześniejsze badania, prowadzone przez franciszkanów na obszarach dzisiejszego stanu Arizona.
29 lipca 1776 roku Escalante, jego przełożony o. Francisco Atanasio Domínguez, były żołnierz a obecnie kartograf Bernardo Miera y Pacheco oraz dalszych ośmiu członków ekspedycji (wkrótce dołączyło jeszcze dwóch) opuścili Santa Fe próbując znaleźć drogę do Monterey w Kalifornii.
Wędrując na północny zachód ekspedycja Escalante-Domínguez dotarła do pasma San Juan w Górach Skalistych. Wędrowali wzdłuż rzeki Dolores, dopływu Kolorado, po czym, gdy ich przewodnicy zgubili szlak w pobliżu podnóży Uncompahgre, zawrócili na północny wschód, by znaleźć przewodników w plemieniu indiańskim Ute. Ute – mimo skromnych upominków – nie okazali się skorzy do współpracy, bowiem podejrzewali, że zakonnicy – wbrew głoszeniu iż wędrują w poszukiwaniu zaginionego konfratra – są forpocztą białych najeźdźców. Jedyny przewodnik, jakiego dostali, poprowadził ich na północny zachód, do dzisiejszego stanu Utah.
Nie będąc w stanie pokonać pokrytego śniegiem pasma gór Sierra Nevada, zakonnicy zawrócili na wschód. Do Santa Fe wrócili 2 stycznia 1777 roku.